# Deportes Concepción
Deportes Concepción is een Chileense voetbalclub uit Concepción. De club werd in 1996 opgericht door fusies van talrijke clubs (Galvarino, Liverpool, Juvenil Unido, Santa Fe en Club Lord Cochrane). Een jaar later werd de club meteen kampioen in 2de klasse, sindsdien speelt de club meestal in de eerste klasse. De traditionele rivaal van de club is stadgenoot Club Deportivo Arturo Fernández Vial.
Eind jaren negentig werkte Universidad de Concepción zich op en promoveerde naar de 1ste klasse. Deportes kreeg geldproblemen en moest zich terugtrekken voor het seizoen 2006, met als gevolg dat de club degradeerde. Na één seizoen keerde Deportes Concepción echter terug in de hoogste afdeling, met dank aan de rechter, maar na het Apertura seizoen in 2008 moest de club zich opnieuw terugtrekken wegens financiële problemen.
In 2010 bereikte Deportes Concepción de finale van de Copa Chile. Daarin verloor de club na strafschoppen van Municipal Iquique. In de reguliere speeltijd plus verlenging waren beide teams blijven steken op 1-1. Voor Deportes Concepción scoorde de Colombiaanse oud-international Hamilton Ricard.

## Bekende spelers
- Mauricio Aros
- Jorge Contreras
- Hugo González
- Emanuel Herrera
- Frank Lobos
- Marcos Antonio García Nascimento
- Mario Osbén
- Mariano Puyol
- Hamilton Ricard
- Óscar Rojas
- Diego Soñora
- Francisco Ugarte
- René Valenzuela